# Almagro (Castille-La Manche)
Pour les articles homonymes, voir Almagro.
Almagro est une commune d'Espagne de la province de Ciudad Real dans la communauté autonome de Castille-La Manche. Elle a été classée dans Les Plus Beaux Villages d'Espagne en 2015 et son centre est Ensemble historique et artistique depuis 1972.
Le toponyme dérive soit de l' arabe المغرة (almaghara) ocre à cause de l'argile rouge soit d'un château arabe appelé لمغربا (almaghrib) l'ouest qui aurait existé sur la route Tolède-Cordoue.

## Géographie
- Code d'Almagro 13013, code postal 13270.
- Ville jumelée à Guérande

Almagro est au nord de montagnes des Cordillères de Castille avec le Cerro Yezosa (altitude 852 m/2 5 pi) comme principal volcan dont les coulées sur le socle du massif de quartzite ont marqué la géologie locale. La ressource en eau est faible. Elle est située au sud-est de Cuidad Real par le CM45

## Histoire

### Préhistoire
Le site archéologique de Bocapucheros (Yacimiento de Bocapucheros) à Campo de Calatrava, à environ 6 km au sud-est d' Almagro est un tumulus de trois chambres funéraires avec des restes humains de la culture Motillas ou villages fortifiés, époque du Bronze de la Manche (âge du Bronze moyen, mobilier à décor campaniforme)
Le 16 janvier 1812, la bataille d'Almagro voit la victoire des troupes françaises du général Trelliard sur les troupes espagnoles du général Pablo Morillo.

## Administration
| Période                                  | Période | Identité | Étiquette | Qualité |
| ---------------------------------------- | ------- | -------- | --------- | ------- |
|                                          |         |          |           |         |
| Les données manquantes sont à compléter. |         |          |           |         |

## Culture

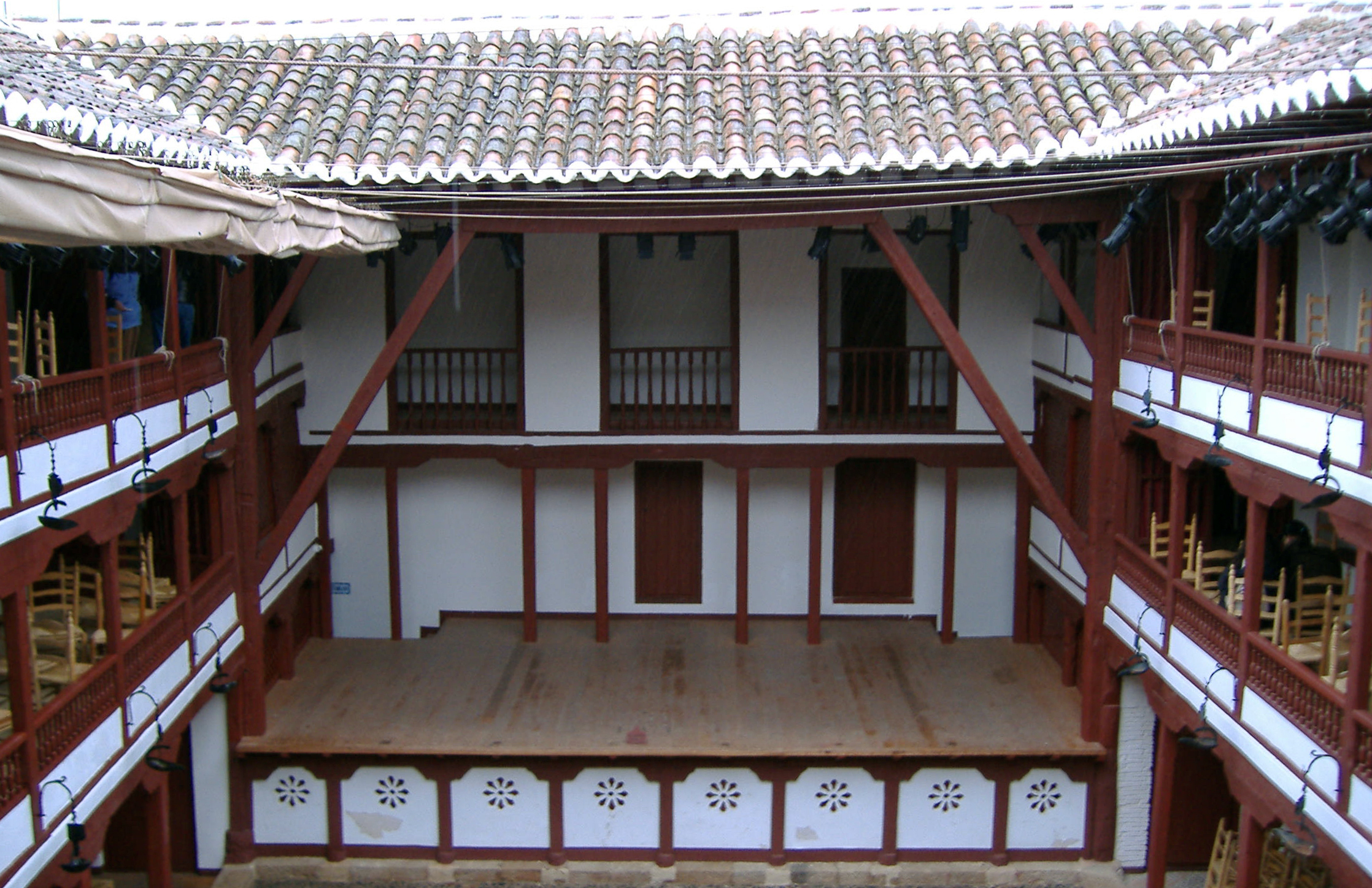
Le corral de comedias d'Almagro date de 1629.

Le « corral de comedias » est l'un des seuls conservés en Espagne. Les corrales de comedias sont les premiers théâtres construits en Espagne, à partir de la fin du XVIe siècle. La première représentation donnée dans celui d'Almagro date de 1629.
Diego de Almagro - conquistador espagnol - y est né vers 1475. Il participe à la conquête de l'empire Inca avec Francisco Pizarro, meurt exécuté en 1538 à Cuzco.

### Musées
- Musée national du Théâtre
- Museo Municipal de Encaje y Blonda - Musée de la dentelle - L'artisanat de la dentelle aux fuseaux avec des fils de soie daterait du XVIe siècle. Des colons flamands venus des Pays-Bas sous Charles Quint auraient implanté cette technique réputée en Espagne pour ses mantilles d'Almagro[5].